# Ádánd
Ádánd é um município da Hungria, situado no condado de Somogy. Tem 29,52 km² de área e sua população em 2019 foi estimada em 2.125 habitantes.